# PRIDE Shockwave 2004
PRIDE Shockwave 2004 je bila manifestacija borbi mješovitih borilačkih vještina organizirana od strane PRIDE Fighting Championships organizacije. Događaj se održao 31. prosinca 2004. godine u Saitama Super Areni u Saitami, Japan.
Manifestacija je među ostalim borbama sadržavala i finale teške kategorije PRIDE Grand Prixja.

## Borbe
| Razlog borbe                                         | Pobjednik         | Poraženi                 | Razlog pobjede              | Runda/vrijeme |
| ---------------------------------------------------- | ----------------- | ------------------------ | --------------------------- | ------------- |
| Normalna borba                                       | Ikuhisa Minowa    | Stefan Leko              | Predaja (Poluga na stopalu) | 1/0:24        |
| Normalna borba                                       | Mu Bae Choi       | Paulo Cesar Silva        | Predaja (Gušenje)           | 1/5:47        |
| Normalna borba                                       | Ryan Gracie       | Yoji Anjo                | Predaja (Poluga na ruci)    | 1/8:33        |
| Normalna borba                                       | Ryo Chonan        | Anderson Silva           | Predaja (Poluga na stopalu) | 3/3:08        |
| Normalna borba                                       | Makoto Takimoto   | Henry Miller             | Odluka sudaca               | 3/5:00        |
| Normalna borba                                       | Rulon Gardner     | Hidehiko Yoshida         | Odluka sudaca (Jednoglasna) | 3/5:00        |
| Normalna borba                                       | Mirko Filipović   | Kevin Randleman          | Predaja (Giljotina)         | 1/0:41        |
| Normalna borba                                       | Dan Henderson     | Yuki Kondo               | Odluka sudaca (Podjeljena)  | 3/5:00        |
| Normalna borba                                       | Takanori Gomi     | Jens Pulver              | Nokaut (Udarac rukom)       | 1/6:21        |
| Normalna borba                                       | Mark Hunt         | Wanderlei Silva          | Odluka sudaca (Podjeljena)  | 3/5:00        |
| Finale Grand Prixja i titula prvaka teške kategorije | Fedor Emelianenko | Antonio Rodrigo Nogueira | Odluka sudaca (Jednoglasna) | 2/5:00        |

## Vanjske poveznice
PRIDE FC  Arhivirana inačica izvorne stranice od 11. lipnja 2007. (Wayback Machine)